# بكسة
البكسة (الاسم العلمي: Bixa) هي جنس من النباتات تتبع الفصيلة البكسية من رتبة الخبازيات.

## أنواع البكسة
- بكسة شجرية
- بكسة باسقة
- بكسة أورلانية
- بكسة عريضة الثمار